# The Fireman

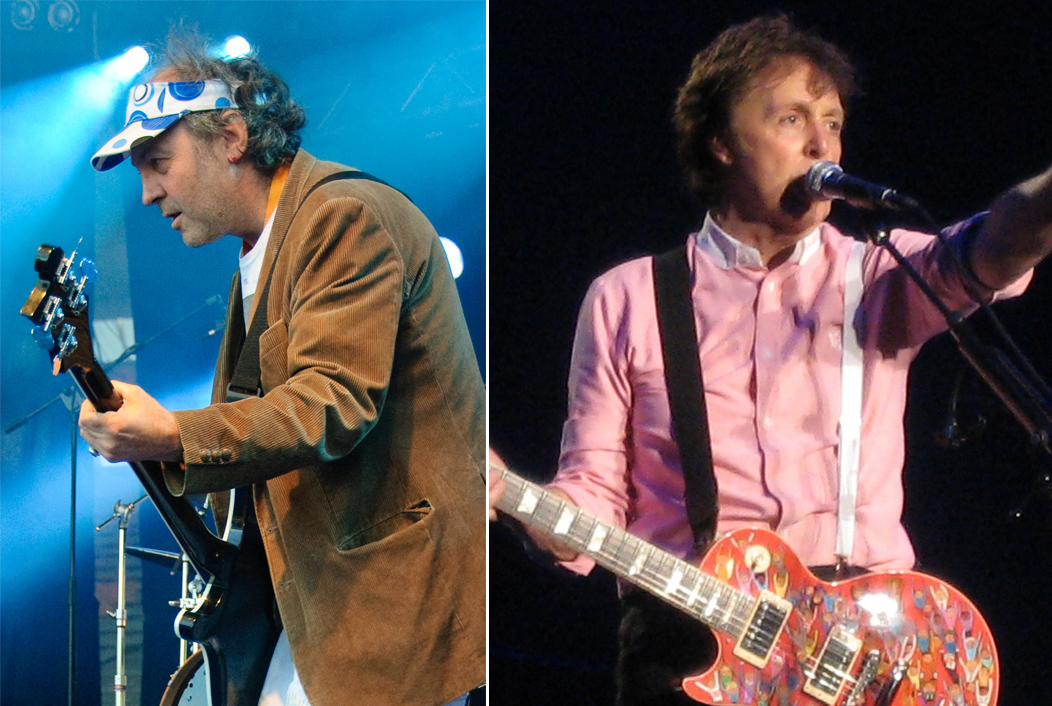
The Fireman

The Fireman är en brittisk duo inom elektronisk musik bestående av Paul McCartney och Youth.
Paul McCartney började redan i mitten av 1960-talet experimentera med elektronisk musik. Samarbetet med Youth inleddes 1993 och de gav ut två album under 1990-talet, Strawberries Oceans Ships Forest (1993) och Rushes (1998). Duons senaste album, Electric Arguments, kom ut 2008.

## Diskografi
- 1993 – Strawberries Oceans Ships Forest
- 1998 – Rushes
- 2008 – Electric Arguments